# Brent Price
Hartley Brent Price (Shawnee, Oklahoma, 9 de diciembre de 1968) es un exjugador de baloncesto estadounidense que jugó nueve temporadas en la NBA, y una más en la USBL. Con 1,85 metros de estatura, lo hacía en la posición de base. Es el hermano pequeño del 4 veces All Star Mark Price.

## Trayectoria deportiva

### Universidad
Jugó dos temporadas con los Gamecocks de la Universidad de Carolina del Sur, siendo transferido en 1989 a los Sooners de la Universidad de Oklahoma, promediando en total 15,4 puntos, 4,7 asistencias y 2,9 rebotes por partido. Consiguió 56 puntos en un partido ante Loyola Marymount, la segunda mejor marca de la historia de los Sooners, siendo elegido en 1992 en el mejor quinteto de la Big Eight Conference.

### Profesional
Fue elegido en la trigésimo segunda posición del Draft de la NBA de 1992 por Washington Bullets, donde jugó tres temporadas, alcanzando la titularidad en la última de ellas, la 1995-96, una vez que Scott Skiles se hubo marchado a los Sixers, promediando ese año 10,0 puntos y 5,1 asistencias por partido. Se perdió una temporada completa, la 1994-95 debido a una lesión en el ligamento anterior cruzado de la rodilla, llegando a ser despedido, pero siendo repescado al inicio de la siguiente campaña. En esa última temporada batió el récord de la NBA de más tiros de 3 puntos anotados de forma consecutiva sin fallo, logrando 13 entre el 15 y el 19 de enero de 1996, récord aún vigente, solo igualado por Terry Mills.
Al año siguiente se convirtió en agente libre, llegando a un acuerdo con los Houston Rockets, con quienes firmó por 7 temporadas y 12,8 millones de dólares. Una lesión en su húmero izquierdo le hizo perderse todo el inicio de la temporada, debutando en el mes de diciembre, para poco después recaer de su antigua lesión de ligamentos, pudiendo finalmente disputar 25 partidos en los que promedió 5,0 puntos y 2,6 asistencias.
Jugó dos temporadas más con los Rockets, hasta que en el verano de 1999 formó parte de uno de los traspasos más complejos de la historia de la liga entre tres equipos: fue enviado junto con Antoine Carr, Michael Dickerson, Othella Harrington y una futura primera ronda del draft a Vancouver Grizzlies, los Orlando Magic enviaron a Don MacLean y una primera ronda a los Rockets, los Grizzlies a su vez enviaron a Steve Francis y Tony Massenburg a Houston, y a Lee Mayberry, Makhtar N'Diaye, Rodrick Rhodes y Michael Smith a los Magic. En los Grizzlies las lesiones volvieron a aparecer, perdiéndose la mitad de su primera temporada debido a espasmos en su espalda, promediando 3,4 puntos y 1,7 asistencias, jugando ese año siguiente únicamente 6 partidos.
Al término de esa temporada fue traspasado junto con Mike Bibby a Sacramento Kings a cambio de Jason Williams y Nick Anderson, pero nuevamente las lesiones le impidieron disputar únicamente 20 partidos, en los que promedió 1,6 puntos, retirándose al finalizar la temporada.

## Estadísticas de su carrera en la NBA

### Temporada regular
| Temporada | Edad | Equipo              | Liga | P   | TIT | MIN  | TC  | TCA | %TC  | 3P  | 3PA | %3P  | TL  | TLA | %TL   | R.OF. | R.DEF. | REB | ASIS | ROB | TAP | PER | FP  | PTS  |
| 1992-93   | 24   | Washington Bullets  | NBA  | 68  | 9   | 12.6 | 1.5 | 4.1 | .358 | 0.1 | 0.7 | .167 | 0.8 | 1.0 | .794  | 0.4   | 1.1    | 1.5 | 2.3  | 0.8 | 0.0 | 1.3 | 1.3 | 3.9  |
| 1993-94   | 25   | Washington Bullets  | NBA  | 65  | 13  | 15.9 | 2.2 | 5.0 | .433 | 0.8 | 2.3 | .333 | 1.0 | 1.3 | .782  | 0.5   | 0.9    | 1.4 | 3.3  | 0.8 | 0.0 | 1.8 | 1.8 | 6.2  |
| 1995-96   | 27   | Washington Bullets  | NBA  | 81  | 50  | 25.2 | 3.1 | 6.6 | .472 | 1.7 | 3.7 | .462 | 2.1 | 2.4 | .874  | 0.5   | 2.3    | 2.8 | 5.1  | 1.0 | 0.0 | 1.9 | 2.3 | 10.0 |
| 1996-97   | 28   | Houston Rockets     | NBA  | 25  | 0   | 15.6 | 1.8 | 4.2 | .419 | 0.7 | 2.1 | .321 | 0.8 | 0.8 | 1.000 | 0.4   | 0.8    | 1.2 | 2.6  | 0.7 | 0.0 | 1.3 | 1.4 | 5.0  |
| 1997-98   | 29   | Houston Rockets     | NBA  | 72  | 2   | 18.5 | 1.8 | 4.3 | .413 | 1.0 | 2.6 | .390 | 1.1 | 1.4 | .786  | 0.5   | 1.0    | 1.5 | 2.7  | 0.7 | 0.1 | 1.5 | 2.3 | 5.6  |
| 1998-99   | 30   | Houston Rockets     | NBA  | 40  | 6   | 20.2 | 2.5 | 5.2 | .483 | 1.2 | 2.8 | .411 | 1.2 | 1.5 | .754  | 0.5   | 1.5    | 2.0 | 2.8  | 0.8 | 0.0 | 1.6 | 2.3 | 7.3  |
| 1999-00   | 31   | Vancouver Grizzlies | NBA  | 41  | 0   | 10.3 | 1.0 | 2.9 | .345 | 0.6 | 1.7 | .368 | 0.8 | 1.0 | .872  | 0.2   | 0.7    | 0.9 | 1.7  | 0.4 | 0.0 | 1.1 | 1.5 | 3.4  |
| 2000-01   | 32   | Vancouver Grizzlies | NBA  | 6   | 0   | 5.0  | 0.5 | 1.8 | .273 | 0.2 | 0.7 | .250 | 1.0 | 1.2 | .857  | 0.2   | 0.5    | 0.7 | 0.8  | 0.3 | 0.0 | 0.7 | 1.3 | 2.2  |
| 2001-02   | 33   | Sacramento Kings    | NBA  | 20  | 0   | 4.5  | 0.5 | 1.4 | .333 | 0.2 | 0.8 | .267 | 0.5 | 0.7 | .692  | 0.2   | 0.2    | 0.4 | 0.5  | 0.2 | 0.1 | 0.5 | 0.7 | 1.6  |
| Total     |      |                     | NBA  | 418 | 80  | 16.8 | 2.0 | 4.6 | .426 | 0.9 | 2.2 | .387 | 1.2 | 1.4 | .824  | 0.4   | 1.2    | 1.6 | 3.0  | 0.7 | 0.0 | 1.5 | 1.8 | 5.9  |

### Playoffs
| Temporada | Edad | Equipo          | Liga | P | MIN | TCA | TC | 3PA | 3P | TLA | TL | R.OF. | REB | ASIS | ROB | TAP | PER | FP | PTS | %TC  | %3P  | %FT   | MIN  | PTS | REB | AST |
| 1997-98   | 29   | Houston Rockets | NBA  | 5 | 75  | 6   | 15 | 5   | 13 | 2   | 3  | 1     | 9   | 6    | 4   | 0   | 6   | 12 | 19  | .400 | .385 | .667  | 15.0 | 3.8 | 1.8 | 1.2 |
| 1998-99   | 30   | Houston Rockets | NBA  | 4 | 98  | 11  | 24 | 5   | 14 | 6   | 6  | 3     | 8   | 14   | 4   | 1   | 6   | 5  | 33  | .458 | .357 | 1.000 | 24.5 | 8.3 | 2.0 | 3.5 |
| Total     |      |                 | NBA  | 9 | 173 | 17  | 39 | 10  | 27 | 8   | 9  | 4     | 17  | 20   | 8   | 1   | 12  | 17 | 52  | .436 | .370 | .889  | 19.2 | 5.8 | 1.9 | 2.2 |